# Gruppe S.
Die Gruppe S., benannt nach dem Gründer Werner S., teils auch nach ihrem Führungskreis als Der harte Kern bezeichnet, war eine rechtsterroristische Gruppe in Deutschland. Sie entstand ab September 2019 zunächst im Internet. Ihre Mitglieder bewaffneten sich in wenigen Monaten, hielten Schießübungen ab und planten bundesweit koordinierte Mordanschläge auf Muslime in Moscheen, auf prominente Politiker und Abgeordnete des Bundestages sowie der Antifa nahestehende Personen.
Im Februar 2020 ließ der Generalbundesanwalt (GBA) zwölf Mitglieder verhaften und klagte sie im November 2020 wegen Bildung einer terroristischen Vereinigung an. Am 30. November 2023, nach 173 Prozesstagen, verurteilte das Oberlandesgericht Stuttgart elf Angeklagte zu mehrjährigen Haftstrafen, einen auf Bewährung. Werner S. erhielt sechs Jahre Haftstrafe. Ein Polizei-Informant aus der Gruppe wurde freigesprochen.

## Mitglieder
Am 14. Februar 2020 nannte der GBA zwölf deutsche Mitglieder der Gruppe S., nämlich Werner S., Michael B., Thomas N. und Tony E. als Hauptverdächtige sowie Thorsten W., Ulf R., Wolfgang W., Markus K., Frank H., Marcel W., Stefan K. und Steffen B. als Unterstützer. Ein weiteres Mitglied, Paul-Ludwig U., war seit Oktober 2019 Informant der Polizei.
Zum WhatsApp-Chat der Gruppe gehörten mindestens 15 Personen, von denen sich fünf als „harter Kern“ bezeichneten. Zwei weitere Männer sollen die Gruppe bald wieder verlassen haben. Insgesamt hatte die Gruppe also rund 24 Mitglieder und mutmaßlich ein großes Unterstützerumfeld.

### Haupttäter
Werner S. war bei seiner Festnahme 53 Jahre alt und trug in der rechtsextremen Szene den Spitznamen „Teutonico“. Er galt den Ermittlern als „unbestrittener Kopf“ der straff organisierten Gruppe und wurde daher seit Herbst 2019 als Gefährder eingestuft. Er wohnte in Mickhausen im Landkreis Augsburg und soll die Gruppentreffen koordiniert haben. Nach Medienrecherchen war er neunmal vorbestraft, etwa wegen Betrug, Erpressung, Missbrauch von Titeln und dem Tragen von gefährlichen Quarzhandschuhen auf einer rechten Demonstration. 2007 stand er auf einer internen Interessentenliste der NPD in München. 2017 nahm er Kontakt zur rechtsextremen Alternative für Deutschland (AfD) auf. Er ist gelernter Restaurator und war erst einige Jahre vor der Verhaftung nach Mickhausen gezogen. Dort soll er weitgehend kontaktarm und unbekannt geblieben sein. Auf Facebook nannte er sich „Werner Schmidt“. Viele seiner rund 200 Facebookfreunde teilten Symbole des Neonazismus. Einer war AfD-Funktionär, ein weiterer Verwaltungsbeamter im Landkreis Börde (Sachsen-Anhalt). Im Dezember 2019 schrieb ein Facebookfreund: „Die Zeit ist nahe an der die Geister der Ahnen sich erheben und mit und für Germaniens Freiheit streiten.“ S. antwortete: „Bereit Kamerad!!“ Nachdem sein früherer Facebookaccount gelöscht worden war, drohte er: „Ein Witz, aber warte noch ein wenig, dann laufen diese Cretinos ohne Hände herum.“ Dazu postete er ein Emoji mit gekreuzten Schwertern. Er soll viele Kontakte über die Chatgruppe „Freikorps Heimat“ gesammelt haben. Schon der an die Freikorps ab 1918 angelehnte Name drückte die Absicht aus, die Demokratie zu beseitigen. In den überwachten Telefonaten und Chats drohte S. nach einer Rede von Bundespräsident Frank-Walter Steinmeier: „Dieser Hochverräter“ werde „bezahlen“. Dazu postete er ein Messersymbol.
Michael B. (48) aus Kirchheim unter Teck war dort als Sportler bekannt. Er betrieb dort seit 2017 einen Zwei-Mann-Betrieb der Metallbranche.
Der Fliesenleger Thomas N. aus Minden hatte seinen Firmenwagen mit einer Reichsfahne in Schwarz-Weiß-Rot beklebt. Wie die Reichsbürgerbewegung betrachtete er die Bundesregierung als illegal, nannte Bundeskanzlerin Angela Merkel eine „verbrecherische Kreatur“, warnte vor angeblichen Chemtrails, kritisierte einen angeblichen Schuldkult und schrieb: „Widerstand ist der einzige Weg! Wir bleiben unbeugsam. Wir werden kämpfen müssen, wir werden uns in Walhall treffen.“ Über die Antifa schrieb er: „Es wird Zeit diesen Dreck zu beseitigen.“ Kurz vor seiner Festnahme teilte er eine Fanseite des Vereins „Wodans Erben Germanien“.
Tony E. (bei seiner Festnahme 39 Jahre alt), Vater zweier Söhne, stammt aus Nordhausen (Thüringen) und wohnte zuletzt in Wriedel bei Lüneburg. Er ist gelernter Industriekaufmann, war Zeitsoldat, arbeitete danach als Versicherungsmakler, Ladendetektiv, Türsteher, Security-Mitarbeiter und zuletzt in einem ambulanten Pflegedienst. Auf seinem Handy fanden sich menschenverachtende Karikaturen, Hakenkreuze und Dokumente zur Holocaustleugnung. E. gehörte laut Anklage zur „Reichsbürger“-Szene, war Anhänger der „Bruderschaft Deutschland“ und Führungsmitglied im rechtsextremen „Freikorps Heimatschutz Division 2016“. Laut ihrer Webseite bereitete sich diese Gruppe auf einen „Krieg“ zur „Verteidigung unserer Familien und dem Vaterland“ vor. So sammelte E. Waffen zur „Verteidigung Deutschlands“. Auf Facebook teilte er unter deutschen Rechtsextremen beliebte Namen und Gruppen, darunter den früheren Verfassungsschutzpräsidenten Hans-Georg Maaßen, die Brigade 8, die German Defence League und den Verein Uniter. Im September 2019 nahm er in Hamburg am rechtsextremen Aufmarsch „Deutscher Michel wach endlich auf“ teil. Der Mitveranstalter Thomas G. hatte auch die Vorläuferkundgebungen „Merkel-muss-weg“ (MMW) organisiert und gehörte mit Werner S., Tony E. und Thorsten K. zu einer Chatgruppe der „Gruppe S.“; dort hatten die vier erstmals ein reales Treffen geplant. Bei Tony E.s Festnahme reisten bekannte Neonazis aus Hamburg, Harburg und Lüneburg an, um ihn zu unterstützen, und bedrohten Anwohner und Journalisten.

### Unterstützer
Thorsten W. war bis Februar 2020 Mitarbeiter der Polizeiverwaltung in Hamm (Nordrhein-Westfalen). 2013 und 2014 war dort an Prüfvorgängen für Antragsteller auf einen Waffenschein beteiligt. Zuletzt arbeitete er im Verkehrskommissariat. In seiner Freizeit kleidete er sich oft wie ein germanischer Krieger, ließ sich mit Schwert und runenverziertem Schild fotografieren. Eins seiner Internetprofile enthielt viele Abbildungen von Hakenkreuzen und SS-Symbolen. Ab 2018 fiel auf, dass W. eine Reichskriegsflagge auf seinem Balkon hisste, für die rechte Szene typische Kleidermarken trug und den Aufkleber „Keine Lügenpresse einwerfen“ an seinem Klingelschild angebracht hatte. Er las die neurechte „Junge Freiheit“ und sein Pkw trug einen Reichsadler-Aufkleber. Nach SWR-Recherchen teilte er im März 2018 eine Zitattafel mit dem Bild einer Pistole und dem Text: „Lieber Polizist, das da ist deine Dienstwaffe! Die ist nicht nur zum Angucken da, die soll uns und dich beschützen und deshalb benutze sie auch endlich! Wenn du das nicht willst und kannst, gib sie uns, wir werden sie mit Sicherheit gegen jedes Gesindel einsetzen! Schönen Gruß, dein Volk und Dienstherr!“ Im Oktober 2019 teilte er als Nutzer „Thor Tjark ton Rungholt“ in einem Mittelalterforum folgendes Zitat: „Wir müssen von Zeit zu Zeit Terroranschläge verüben, bei denen unbeteiligte Menschen sterben. Dadurch lässt sich der gesamte Staat und die gesamte Bevölkerung lenken. Das primäre Ziel eines solchen Anschlags sind nicht die Toten, sondern die Überlebenden, denn die gilt es zu lenken und zu beeinflussen.“ In einem abgehörten Telefonat soll er gesagt haben, „zeitnah“ nötig sei eine „rigorose Wende“. Er gehörte zum „Freundeskreis der Truppenkameradschaft der 3. SS-Panzer-Division Totenkopf e. V.“ und war Anhänger der „Identitären Bewegung“. Er besaß zwei Ausgaben von Hitlers „Mein Kampf“, Modellflugzeuge mit Hakenkreuzen und NS-Devotionalien sowie ein Hakenkreuz aus Bügelperlen. Seine rechtsextremen Signale hatten beruflich keine disziplinarischen Folgen für ihn.
Der Neonazi Markus K. (35) aus Minden gehörte zum Organisationsteam mehrerer rechtsextremer Demonstrationen in Bad Nenndorf und war Thomas N.s Facebookfreund. Am 1. Mai 2009 nahm er an einem Überfall hunderter Neonazis auf eine DGB-Kundgebung in Dortmund teil, ebenso wie Stephan Ernst und Markus H., Haupttäter und Helfer im Mordfall Walter Lübcke.
Mehrere Mitglieder hatten Kontakte zu den rechtsextremen „Soldiers of Odin“ (SOO), die 2015 zuerst in Finnland als „Bürgerwehr“ gegen Asylbewerber aktiv wurden. Steffen B. aus dem Salzlandkreis in Sachsen-Anhalt zeigte ein Foto patrouillierender Männer in Kutten mit dem Vikings-Gruppenlogo auf seinem Facebookprofil. Er trug eine Tätowierung von Adolf Hitler in Uniform auf dem Oberschenkel und ein Hakenkreuz auf der Brust. Er besaß Bücher über „Rassenkunde“ und eine Axt mit Sigrunen und dem Wort „Arier“.
Stefan K. (32) aus Wolfen in Sachsen-Anhalt, gelernter Ofen- und Luftheizungsbauer mit Fachabitur, trug seit seiner Jugend die Tätowierung FRIMR („Arier“) aus der germanischen Runenreihe auf dem rechten Arm. Er besaß NS-Devotionalien und hatte die Tätervideos zum Terroranschlag auf zwei Moscheen in Christchurch und zum antisemitischen Anschlag in Halle (Saale) 2019 auf seinem Handy gespeichert. In einem Chat bezeichnete er sich als „ein großer Nazi“. 2016 wurde er Mitglied der „Soldiers of Odin Germany“ und nahm an deren Streifengängen teil. Mit Steffen B. fuhr er im August 2017 an den Wolfsee in Bayern, traf dort erstmals Werner S., gründete mit ihm die „Wodans Erben Germanien“ und richtete für diese eine Webseite ein. Werner S. nahm die beiden in seine Chatgruppe „Heimat“ auf. Dort soll K. am 13. Februar 2019 gepostet haben: „Ich würde jetzt auch 3 Politiker erschießen und mit Freuden dafür in den Bau gehen.“ Steffen B. und Stefan K. gehörten zu den regionalen Anführern der rechtsextremen „Vikings Security Germania“, die sich von den „Soldiers of Odin“ abgespalten hatten. Im November 2018 nahmen beide an einem Fackellauf der „Viking Security Germania“ in Magdeburg teil. Sie hatten Kontakte zu teils vorbestraften Gewalttätern (Per M., Hagen G.) der ostdeutschen Neonaziszene und zur Rockerszene. Steffen B. nannte Angela Merkel im Netz eine Terrorkanzlerin, die im „Blut der Deutschen badet“. Stefan K.s Facebookprofil zeigte das SS-Symbol Schwarze Sonne.
Frank H. aus München-Laim hatte von 1994 bis 2004 eine Haftstrafe wegen Vergewaltigung und gefährlicher Körperverletzung verbüßt. Bei ihm fand man antisemitisches und rassistisches Propagandamaterial. Er nannte sich „Präsident“ der als gewaltbereit eingestuften „Wodans Erben Germanien“, die in Bayern aus den „Soldiers of Odin“ hervorgingen. Die Gruppe drang 2019 in eine Moosacher Asylbewerberunterkunft ein, demonstrierte vor der Münchner Synagoge, marschierte mit Fackeln zum ehemaligen Reichsparteitagsgelände der NSDAP in Nürnberg und zu historischen NS-Bauwerken. Waffen sollen bei ihm nicht gefunden worden sein.
Auch der Internetversandbetreiber Marcel W. aus dem Landkreis Pfaffenhofen an der Ilm war Mitglied bei „Wodans Erben“, nannte sich dort „Sergeant at Arms“ und war für Ordnung und Sicherheit der Gruppe zuständig. Nach seinen Posts kannte er „Teutonico“. Weitere Mitglieder hatten Bezüge zur Band Frei.Wild, zum früheren NPD-Chef Udo Voigt, zum „Deutsch-Germanischen Kulturverein“, „Freikorps Heimatschutz“, „Freikorps Deutschland“ und ähnlichen Neonazigruppen.
Paul-Ludwig U., der spätere Polizei-Informant, hatte mehr als 20 Jahre in verschiedenen Gefängnissen, psychiatrischen Kliniken und Einrichtungen des Maßregelvollzugs verbracht, war aber bis 2017 nie durch politisch motivierte Kriminalität aufgefallen. Er war unter anderem wegen räuberischer Erpressung und der Geiselnahme eines Polizisten mehrere Jahre in Haft und fiel dort als gewalttätig auf. Er kam im Frühjahr 2017 frei. Er soll längere Zeit an konspirativen Treffen der „Wodans Erben Germania“ teilgenommen haben, die in einem Tierheim in seiner Nachbarschaft stattfanden. Er bekam nach Eigenangaben im Sommer 2019 in einer rechtsextremen Chatgruppe Kontakt zu „Teutonico“, der kampfbereite Patrioten gesucht habe und zu allem entschlossen gewesen sei. Nach einigen Wochen sei ihm die Radikalisierung von S. unheimlich geworden, so dass er Kontakt zu den Sicherheitsbehörden aufnahm und von den Terrorplänen berichtete.
Marion G., eine gelernte Friseurin aus einer Kleinstadt in Franken, radikalisierte sich nach Zeit-Recherchen seit der Flüchtlingskrise in Deutschland ab 2015. Ab Sommer 2018 organisierte sie Demonstrationen der Gelbwesten in Nürnberg mit. 2019 war sie Rednerin bei einer unangemeldeten Demonstration in Nürnberg, an der auch lokale Neonazis teilnahmen. Im Internet sympathisierte sie offen mit Rechtsextremen, postet deren Symbole und Bilder, äußerte Gewaltfantasien und einen Mix von Verschwörungstheorien. Später likte sie Facebookseiten von „Wodans Erben Germanien“ und „Unbeugsamer Patriotischer Widerstand“ und postete im Netz Sprüche wie: „Meine Mutter ist die Sprache, mein Vater ist das Land. Für die Zukunft meiner Familie leiste ich Widerstand“. Auf Fotografien trug sie einen Pullover mit dem Reichsadler der NS-Zeit, bei einem Interview im März 2020 einen Thorshammer als Halskette und ein Feuerzeug mit der Aufschrift „Waffen-SS“. In Bayern mietete sie ein Grundstück mit Hütte im Wald, das sie „Stützpunkt“ nannte, und ließ sich dort vermummt und in Flecktarnkleidung fotografieren. Nach Aussage eines mutmaßlichen Unterstützers sollte die Hütte ein „Rückzugsfluchtpunkt“ der Gruppe S. werden. Zum Anschlag in Hanau 2020 (19. Februar) schrieb sie im Internet, sie trauere nicht mit um die Opfer, sondern um „unsere Heimat und Kultur. Lasst euch gesagt sein wir werden uns erheben, und dann lauft so schnell ihr könnt. Denn nichts und niemand wird uns dann aufhalten für diesen Tag lebe ich, um uns Deutschen wieder ihre Heimat zurückzuholen!“
Jürgen K. stellte sich Ende Juli 2019 in einem Chat der Gruppe S. als gebürtiger Brandenburger vor, der seit mehr als zwölf Jahren in Polen lebe, dort als Industrieelektriker arbeite und als parteiloses Mitglied im Ortsrat sitze. Er verschickte ein Bild, das Plastiksprengstoff zeigen sollte. Dieser sei überall in seinem Haus verteilt; wer ihn dort festnehmen wolle, werde eine „bombige“ Überraschung erleben. Kurz darauf teilte er eine Fotografie von sich mit einer tschechischen „Scorpion“-Maschinenpistole. Ferner gab er an, er sei mehrfach aus Flugzeugen und Hubschraubern gesprungen. Als Profilbild im Internet verwendete er einen roten Skorpion auf blauem Grund, das Verbandszeichen des Fallschirmjägerbataillons 263. Auf Facebook folgte er AfD-Politikern und zeigte seine Hausnummer „88“, ein Neonazicode für den Hitlergruß. Bis Ende 2019 war er mindestens in den Chatgruppen „Der harte Kern“, „Untergrund Deutscher Patrioten“ und in einer Gruppe zum Anwerben neuer Mitglieder aktiv. Als an Waffen ausgebildeter Bundeswehr-Soldat galt er intern als zuverlässig. In einem Telegramchat der Gruppe kommentierte er ein Video von schwarzen U-Bahn-Fahrern, die angeblich eine weiße Frau geschubst hatten: Für sie würde ein teilummanteltes Geschoss reichen. Bei einem überwachten Treffen von acht Mitgliedern des „harten Kerns“ in Heilbronn im September 2019 sollte er als IT-Experte Sprachcodes entwickeln und wurde dazu in eine Telegramgruppe für Umsturzpläne aufgenommen. In einem abgehörten Gespräch erörterte er mit Marion G. seine Sprachcodes. G. betonte mehrfach, K.s System sei nicht für alle verständlich. K. beendete das Gespräch mit dem Hinweis: „Falls jemand mithört, das ist eine Satiresendung.“ Ab November 2019 beteiligte er sich immer seltener an den Gruppenchats und besuchte das Treffen Ende 2019 nicht, bei dem gleichzeitige Anschläge in sechs Moscheen und Waffenkäufe in Tschechien geplant wurden.
Laut dem ARD-Magazin Monitor stammen die meisten Mitglieder aus den „Wodans Erben Germanien“ (Werner S., Frank H., Marcel W.), dem „Freikorps Heimatschutz Division 2016 - das Original“ (S., Tony E., Thomas N., Wolfgang W.), der „Vikings Security Germania“ (Steffen B., Stefan K.) und der „Bruderschaft Deutschland“ (Paul-Ludwig U.). Bundesweit waren bis April 2021 mindestens 20 solcher klandestinen rechtsextremen „Bruderschaften“ und „Bürgerwehren“ bekannt. Ihre Mitglieder tragen einheitliche Kleidung, etwa rockerähnliche Kutten, verhalten sich auf Demonstrationen oft besonders aggressiv und besuchten auch Corona-Proteste. Die deutschen Sicherheitsbehörden sahen bei ihnen zwar „Ansätze für rechtsterroristisches Potenzial“ und einen „fließenden Übergang zu gewalttätigem Handeln“, aber keine bundesweite Vernetzung. Aus diesem Umfeld rekrutierte S. Mitstreiter. Eine seiner Chatgruppen hatte zeitweise 35 Mitglieder, die jedoch bis April 2021 nicht als Terrorunterstützer angeklagt und nur vereinzelt als Zeugen vernommen wurden.
Frank Schreibmüller legte als Administrator „Frank der Reisende“ seit etwa 2013 auf Telegram mehr als 4000 Gruppen und Kanäle für Verschwörungsideologen, Rechtsextreme und Querdenken-Veranstalter an und unterstützte deren Vernetzung für einen irgendwie gearteten „Umsturz“ intensiv mit technischen Kenntnissen. Er drang 2019 mit anderen Neonazis in eine Münchner Asylbewerberunterkunft ein und traf sich mehrfach mit Frank H., dem Anführer der „Wodans Erben Germanien“ in Bayern.

## Anwerbung im Internet
Ab Herbst 2018 gründete Marion G. zunächst auf Facebook geschlossene Gruppen für „Kameraden, die nicht nur schwätzen wollten“. Ab Januar 2019 gründete sie auf Telegram die Chatgruppe „Der harte Kern“ und weitere Chatgruppen, aus denen die Gruppe S entstand. Im Sommer 2019 lud sie den ihr bislang unbekannten Werner S. in ihre Gelbwestengruppe ein. Später übernahm dieser ihre erste Chatgruppe als Moderator. Die späteren Gruppenmitglieder nutzten laut Ermittlern mindestens 13 Chaträume auf Telegram, mit Namen wie „Aufnahmegruppe der Gruppe die Aufrechten“, „Besprechungszimmer“ oder „Tutto Ramazotti“.
Dort und telefonisch suchte S. Männer, die bereit waren, zu töten und notfalls selbst zu sterben. Sie sollten „intelligent, hart, brutal, schnell, zügig“ sein und sich „etwas mehr als die Teilnahme an Demonstrationen“ zutrauen. Sie zeigten in abgehörten Telefonaten und Chats eine Mischung aus „Reichsbürger“-Ideologie, germanischer Kriegermythologie, Rassismus und Ausländerhass. Sie sprachen wie Islamisten über „Sprengstoffwesten“. Einer zeigte sich bereit, „sein Leben liegen zu lassen“, ein anderer wollte „gerne nach Valhall“. Laut Bundesanwaltschaft warb S. sie für den „bewaffneten Kampf“ an. Laut den Ermittlern wollte er anfangs eine „Untergrundarmee“ nach dem Vorbild der rechtsradikalen „Freikorps“ in der Weimarer Republik aufbauen.
In ihren Chats teilte die Gruppe auch Fotografien selbst hergestellter Waffen und Gewaltfantasien. Auch die Familienväter in der Gruppe sollen keine Skrupel beim Töten muslimischer Kinder geäußert und auch das Szenario von Selbstmordfeldzügen entwickelt haben. Die Mitglieder sollen sich gegenseitig versichert haben, sie könnten nach den erwarteten Reaktionen auf ihre Anschläge hunderte bis tausende bewaffnete Gesinnungsgenossen mobilisieren.
Laut Marion G. gab es zudem Chatgruppen nur für die männlichen Mitglieder. Vor allem Thorsten W. habe die Gruppe angestachelt und immer wieder gesagt: „Wenn’s Krieg gibt, steh' ich in der ersten Reihe“; er werde nicht ins Gefängnis zurückkehren. Die Teilnehmer seien Prepper gewesen und hätten Vorräte gehortet. Sie habe zu S. ein besonders enges Verhältnis gehabt, habe sich aber weder mit ihm noch anderen Chatmitgliedern über Waffen und Anschlagspläne ausgetauscht. Nach der für sie überraschenden Festnahme von S. habe sie ihre Chats vom Mobiltelefon gelöscht.
In den abgehörten Gesprächen und Chats radikalisierten sich die Teilnehmer rasch. Sie sprachen vom Vorbereiten auf einen „Krieg“ zum Verteidigen ihrer Familien und des Vaterlands. Sie wähnten sich in einem Ausnahmezustand, mit dem sie sich zu Selbstjustiz ermächtigten, um sich vor angeblich hunderttausenden „ungemeldeten Migranten“ zu schützen.

## Erste Treffen
Im September 2019 organisierte Marion G. in Heilbronn ein erstes Treffen für die Mitglieder ihrer Chatgruppen, an dem 17 Männer und Frauen teilnahmen. Manche brachten Prepperutensilien, andere ihre Kinder mit, einige trugen Camouflage, einer trug ein Schulterholster. Sie warfen mit Äxten auf Bäume oder übten Bogenschießen, sprachen aber laut Marion G. noch nicht über Anschläge. Nach späteren Ermittlungen sollen dort jedoch schon Anschläge in Deutschland und Frankreich besprochen worden sein, um den Sturz der Regierung zu erreichen. Vorgeschlagen wurde eine Teilung der Gruppe in einen politischen und einen militärischen Arm nach dem Vorbild der IRA in Nordirland.

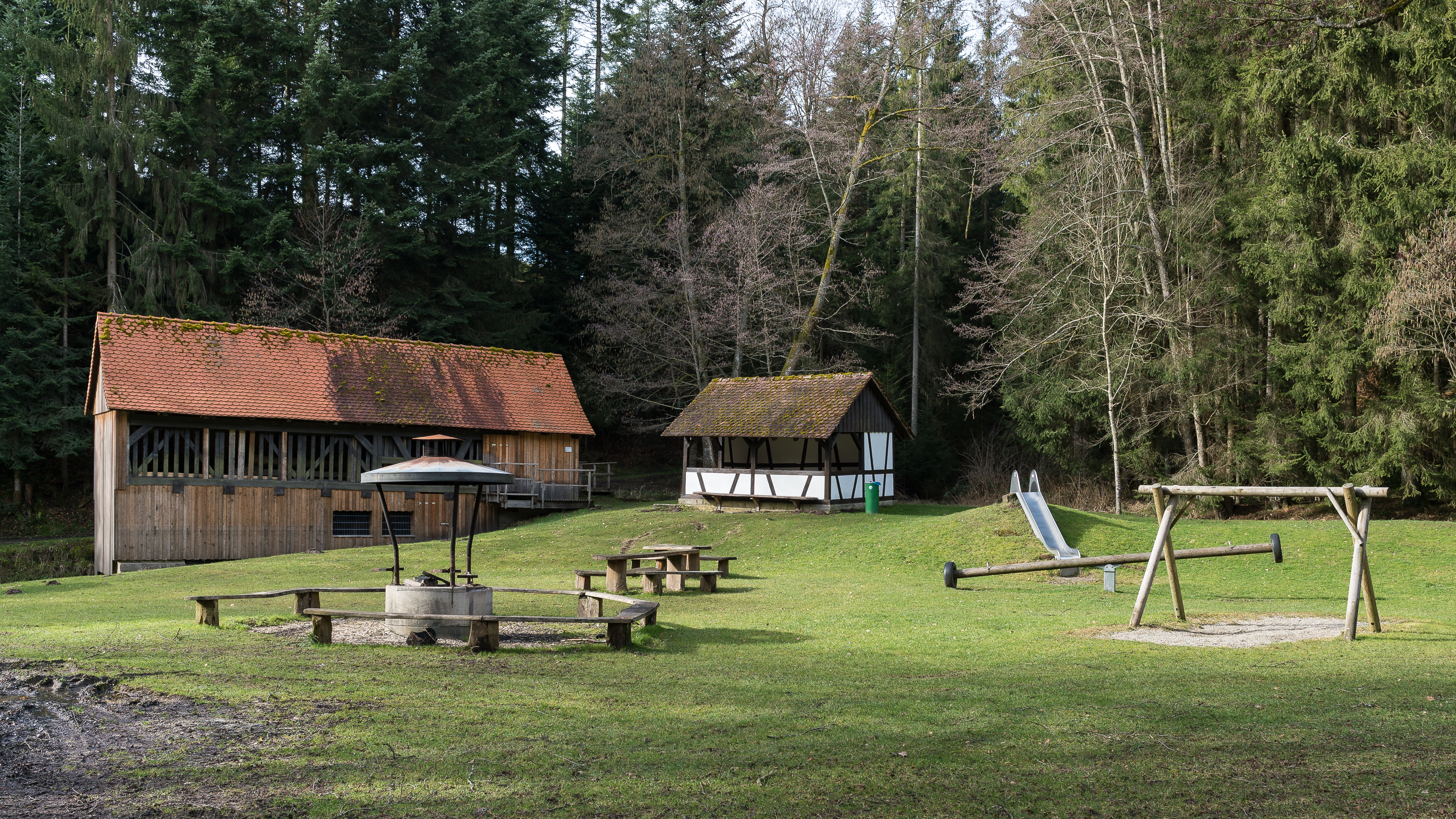
Grillplatz an der Vaihinghöfer Sägmühle bei Alfdorf. Ort des zweiten Gruppentreffens.

Am 28. September 2019 trafen sich die von S. angeworbenen Rechtsextremen auf einem Grillplatz an der Sägemühle Hummelgautsche in Alfdorf. Ein Mobiles Einsatzkommando der Polizei beobachtete das Treffen. Dabei soll S. den übrigen Teilnehmern angedeutet haben, es gebe Kontakte in Behörden, auch zur Polizei, so dass man Mitglieder der Gruppe überprüfen könne. Laut SWR nahmen 15 Männer und eine Frau (Marion G.) teil, darunter sieben Prepper und rechte Aktivisten aus Baden-Württemberg, unter anderem aus Alfdorf, Ellwangen, Mosbach, Niefern-Öschelbronn, Nürtingen, Kirchheim und Marbach am Neckar. Sie brachten geladene Pistolen, etwa eine russische Militärpistole, und andere Schusswaffen mit, zeigten sie einander und absolvierten Schieß- und Wurfübungen. Fotografien des Treffens zeigten die Teilnehmer mit Streitäxten und Messern bewaffnet, die meisten in Kleidung mit Symbolen der rechten Szene. Bei diesem Treffen sollen Anschläge besprochen und die Politiker Robert Habeck und Anton Hofreiter (Bündnis 90/Die Grünen) sowie Moscheen als mögliche Anschlagsziele erwogen worden sein. Hauptziel war demnach, einen Bürgerkrieg zu provozieren. Ein anwesender Mann aus Nürtingen bestätigte dem SWR die Schießübungen, hatte aber angeblich nichts von Anschlagsplänen mitbekommen. Die Beteiligten sollen bis zu 5000 Euro pro Person für das gemeinsame Projekt versprochen haben. Ein Mann soll behauptet haben, er könne mehr als 2.000 weitere, teilweise bewaffnete Männer alarmieren. Auch der Polizei-Informant war dabei. Er posierte auf dem Gruppenfoto mit einem langen Messer und soll den Auftrag erhalten haben, weitere Rechtsextreme für Terrorpläne zu rekrutieren. Er warb damals bei der gewaltbereiten „Bruderschaft Deutschland“ für die Gruppe S. und betonte dabei die Radikalität ihres Anführers: S. sei „der mit der Sprengweste“. Im Oktober 2019 schrieb er in einem Gruppenchat: „Ich kann nicht jeden Nigger killen, den ich seh! Würde es gern, aber das kommt noch.“ Über Muslime schrieb er: „Zack ins Lager! Und Tschüss!“
Ende September 2019 demonstrierte Tony E. in Hamburg mit den „Patrioten für Deutschland“. Am 3. Oktober 2019 trafen sich Werner S., Tony E., Marion G. und weitere Mitglieder der Gruppe S auf einer Demonstration von Rechtsextremen vor dem Reichstagsgebäude in Berlin. Auch Thomas N. und Steffen B. waren dabei, wie ein Gruppenfoto vor dem Brandenburger Tor zeigt. Bei einer Polizeikontrolle fand man bei S. verbotene Quarzhandschuhe. Er verschickte danach eine Mail mit Fotos von selbstgebauten „Slam-Guns“. Auch der Polizei-Informant Paul-Ludwig U. fuhr zum Berliner Treffen. Auf dem Weg dorthin musste er eine illegale Gaspistole bei einer Polizeikontrolle abgeben.
Tony E. half S. in den folgenden Wochen beim Anwerben weiterer Rechtsextremer für die Gruppe, darunter Mitglieder der vor allem in Nordrhein-Westfalen aktiven „Bruderschaft Deutschland“. Tony E. erklärte S. am 7. November 2019 telefonisch, er sei an Krebs erkrankt, so dass ihm „Türen für vielerlei Spielräume“ offenstünden. Er sagte einem Bekannten, die Zeiten einer Bürgerwehr seien vorbei, man sei viel weiter. Ende Dezember erklärte S. einem Kameraden, man müsse jetzt kämpfen und „Geschichte schreiben“. Der Mann sagte einem weiteren Kameraden, schon 2020 werde der Bürgerkrieg in Deutschland ausbrechen. Anfang Januar 2020 fragte S. in den Telegramchats: „Ist hier irgendjemand in der Gruppe, zunächst männlich, der sich (…) etwas 'mehr' als die Teilnahme an Demonstrationen und dergleichen zutraut? Denn dieses Jahr gibt es keine Ausreden mehr, da wird gehandelt!!!“ Am 22. Januar schrieb er: „Bei Brot und Wein wird 'Krieg' besprochen!! Das Risiko wird hoch, eine Veränderung im Leben jedes Einzelnen steht eventuell oder gar vermutlich auf der Agenda!“

## Anschlagspläne
Am 7. und 8. Februar 2020 trafen sich mehr als zehn Mitglieder und Unterstützer der Gruppe in Minden. Die Sicherheitsbehörden observierten das Treffen mit großem Aufwand, darunter Abhöranlagen in Pkws vor dem Haus, einem einsatzbereiten SEK im Nachbarhaus und Videos in der Wohnung von Thomas N., wo das Treffen stattfand. Vorher schrieb S. den Teilnehmern, man wolle den „Krieg“ besprechen. Wer das nicht verkrafte, habe dort nichts verloren. Das Treffen fand in der Wohnung von Thomas N. statt. Paul-Ludwig U. war anwesend und berichtete der Polizei, diesmal sei erstmals konkreter über Anschlagspläne und Ziele gesprochen worden. S. habe angekündigt, Muslime in fünf oder sechs Moscheen in mehreren Bundesländern mit Waffen anzugreifen. Dies werde Gegenreaktionen bei Muslimen und einen „Dominoeffekt“ auslösen und schließlich zu bürgerkriegsartigen Zuständen führen. Vorzugsweise sollten Moscheen mit Imamen aus der Türkei angegriffen werden. S. soll gesagt haben, man könne dabei keine Rücksicht auf Frauen oder Kinder nehmen. Er soll seine Pläne skizziert haben, Muslime gezielt während des Freitagsgebets anzugreifen. Wenige Tage später soll er in einem abgehörten Telefonat von „Kommandos“ gesprochen haben, die in bis zu „zehn Bundesländern“ zuschlagen sollten. Demnach wollten die Mitglieder gleichzeitige Anschläge gegen mindestens zehn Moscheen in Deutschland begehen. Laut Bundesanwaltschaft beschrieb S. die mutmaßlichen Anschlagspläne so: „Zehn Männer, zehn Bundesländer, fertig. Oder meinetwegen nur fünf, wenn’s Zweiergruppen sind.“ Zudem diskutierten die Mitglieder Mordanschläge auf Schwarzafrikaner, die sie „weiche“ Ziele, und auf deutsche Politiker wie Robert Habeck und Anton Hofreiter, die sie „harte“ Ziele nannten. Ein Hauptverdächtiger behauptete, die Zeiten von Bürgerwehren seien vorbei, man sei nun viel weiter; er sei bereit, sein Leben zu opfern.
Für weitere Anschlagsziele seien Feindeslisten mit tausenden Namen und Adressen angeblicher Antifa-Aktivisten angelegt worden. Ferner sei verabredet worden, dass jedes Gruppenmitglied möglichst 5000 Euro zur Waffenbeschaffung in eine Gruppenkasse einzahlen solle. Wolfgang W. soll angeboten haben, über seine Kontakte zur Bundeswehr kugelsichere Westen zu beschaffen. Für Anschläge sollten selbstgebaute „Slam Guns“ verwendet werden. Der Teilnehmer Frank H. soll erklärt haben, er kenne zwei nicht von der Polizei kontrollierte Routen durch Tschechien und könne dort Kurzwaffen besorgen. Laut dem Informanten boten zwei Beteiligte an, mit dem Motorrad nach Tschechien zu fahren, um Pistolen Tokarew TT-33 zu beschaffen. Ein weiterer Mann habe erklärt, er könne Handgranaten beschaffen. Thorsten W. bot bei diesem Treffen 5.000 Euro, falls nötig auch mehr, für den Ankauf von Waffen und Munition an. Selbst besorgen wollte er sie nicht. Die Moscheen sollten Anfang März 2020 mit Handgranaten und Langwaffen gestürmt werden. Zwei Tage nach dem Treffen sagte S. zu Tony E. am Telefon: „Das kannst du mit zehn guten Männern. […] Zehn Männer, zehn Bundesländer, fertig.“
Laut den späteren Ermittlungsakten verfügten die Gruppenmitglieder bis dahin bereits über 27 erlaubnispflichtige Waffen, vor allem Pistolen der russischen Hersteller Makarov und Tokarev. Zudem wollte S. von anderen Rechtsextremen wie André Mike B. aus den „Soldiers of Odin“ ein Kalaschnikow-Sturmgewehr mit 2.000 Schuss Munition, eine Uzi-Maschinenpistole und Handgranaten erwerben, um damit Bundestagsabgeordnete zu ermorden. In einer Chatgruppe schrieb er, man wolle mit dem „richtigen Training und einem exzellenten, ausgereiften Konzept“ „auf einen Schlag“ alle Politiker im Reichstag „ausschalten“. Mit einer „etwa über 1.000 Mann“ starken Miliz wollte er dem „ganzen Spuk (…) ganz zügig ein Ende bereiten“.

## Ermittlungen

### Informant
Im Frühherbst 2019 warnte der Informant Paul-Ludwig U. das Bundesamt für Verfassungsschutz (BfV) per E-Mail vor einer Gruppe, die einen Anschlag plane. Als die Antwort ausblieb, wandte er sich nach sechs Wochen an Polizeireviere in drei Bundesländern. Schließlich nahm das Landeskriminalamt Baden-Württemberg (LKA) Kontakt mit ihm auf und gab ihm einen persönlichen Ansprechpartner. Diesem berichtete er kontinuierlich von Gewaltfantasien, Geldsammlungen, Waffenbeschaffung der Gruppe und anderem. Er äußerte Verständnis für deren Wut über die politischen Verhältnisse in Deutschland und teilte manche ihrer Positionen. Er gab an, ein hessischer AfD-Politiker, Polizeihauptkommissar aus Gießen, habe ihm 2019 Verständnis gezeigt und Respekt vor der Polizei vermittelt. Nach einigen Treffen mit ihm gründete das LKA die Besondere Aufbauorganisation (BAO) „Valenz“ für die Ermittlungen. Diese beobachtete die Gruppe seit Oktober 2019, hörte Telefonate ab und überwachte Chatverläufe. Dabei erhärtete sich der Verdacht einer Terrorzelle, die Anschläge plante. Im November 2019 leitete der GBA Peter Frank das Ermittlungsverfahren gegen den mutmaßlichen Kern der Gruppe ein. Bis dahin stuften die Sicherheitsbehörden keins der 13 mutmaßlichen Gruppenmitglieder als Gefährder, also potentielle schwere Gewalttäter ein. Im Februar 2020 weiteten sie die Observation auf acht mutmaßliche Unterstützer der Gruppe aus.
Der Informant blieb bis Februar 2020 in der Gruppe. Am 2. Oktober 2019 kontrollierte die Bundespolizei ihn in Heidelberg und fand bei ihm eine geladene Gaspistole, für die er keinen Waffenschein hatte. Er gab an, er sei ein „Spitzel“ für das LKA. Die Polizei leitete ein Ermittlungsverfahren wegen Verstoßes gegen das Waffengesetz gegen ihn ein. Die Ermittler hielten seine Angaben jedoch für glaubhaft und boten ihm Zeugenschutz an, erklärten ihm aber auch, der GBA müsse seine umfangreichen Aussagen erst prüfen, bevor eine Strafmilderung in Betracht komme.
Im Februar 2020 riss der Kontakt der Ermittler zum Informanten mehrere Tage lang ab, so dass das LKA um seine Sicherheit fürchtete und spontane Taten der Gruppe befürchtete. Daraufhin veranlasste der GBA bundesweite Razzien und Festnahmen von zwölf Gruppenmitgliedern. Tatsächlich hatte die Gruppe Paul-Ludwig U. nach dem Treffen in Minden als Polizeispitzel verdächtigt und zu töten verabredet. Dies erwiesen abgehörte Telefonate von Thomas N. und Markus K., die im späteren Strafprozess gegen die Gruppe vorgelegt wurden.

### Waffenfunde und Festnahmen
Am 14. Februar 2020 ließ der GBA Räume an 13 Orten in Baden-Württemberg, Bayern, Niedersachsen, Nordrhein-Westfalen, Rheinland-Pfalz und Sachsen-Anhalt durchsuchen. Dabei fand die Polizei Depots mit Versorgungsmitteln und Waffen sowie Material für unkonventionelle Spreng- und Brandvorrichtungen (USBV).
Bei S. in Mickhausen fand die Polizei eine schussbereite 9-Millimeter-Pistole mit Munition dafür, bei Steffen B. im Salzlandkreis eine selbstgebaute „Slam-Gun“ (Schrotflinte) und 100 Schuss Munition dafür, bei Thomas N. in Minden eine Armbrust, Äxte, Morgensterne, 50 Stichwaffen, einen Revolver, ein Gewehr sowie mehrere Gold- und Silberbarren. Bei seinem Facebookfreund Ulf R. (46) aus Porta Westfalica fand die Polizei scharfe Waffen, darunter mehrere selbstgebaute Eierhandgranaten. Bei Tony E. fand sie einen Fünf-Liter-Kanister mit Wasserstoffperoxid und 25 Kilogramm Dünger, eventuell zum Herstellen von Sprengstoff. Nach den Ermittlungsergebnissen wollte sich die ganze Gruppe mit großkalibrigen selbstgebauten Schrotflinten („Slamguns“) ausrüsten. Ein solches Modell hatte auch der Antisemit Stephan Balliet beim Anschlag in Halle (Saale) 2019 (9. Oktober) benutzt. Drei dieser Slamguns und ein Kalaschnikow-Sturmgewehr hatte die Gruppe bereits über ihre Kontakte bestellt.
Wegen der unerwartet umfangreichen Waffenfunde ließ der GBA zwölf der 13 Beschuldigten vor Ort festnehmen. Alle zwölf kamen in Untersuchungshaft. Werner S., Michael B., Thomas N. und Tony E. stuften die Ermittler als mutmaßliche Haupttäter, die übrigen acht als Unterstützer der Terrorzelle ein. Die Hauptverdächtigen planten laut Haftbefehl Anschläge auf Politiker, Asylsuchende und Muslime, um die Staats- und Gesellschaftsordnung der Bundesrepublik „zu erschüttern und letztlich zu überwinden“. Ihnen wirft der GBA die Bildung einer terroristischen Vereinigung vor. Sie waren alle schon beim Alfdorfer Treffen dabei.
Im April 2021 bestätigte LKA-Präsident Ralf Michelfelder den Fund eines sehr großen Waffenlagers bei der Gruppe und erklärte: „Hätten die Beschuldigten ihre geplanten Terrortaten umsetzen können, hätten wir eine ganz brutale, ganz massive Tötungsmaschinerie am Laufen gehabt.“
Der Polizei-Informant Paul-Ludwig U. wurde nicht verhaftet, weil er laut der Bundesregierung die strafprozessualen Maßnahmen mit veranlasst und so die Anschlagsvorhaben mit vereitelt habe. Die Mitgründerin der Gruppe Marion G. wurde bis Juni 2020 weder vernommen noch verhaftet.

### Unterstützerumfeld
Nach dem rassistischen Anschlag in Hanau 2020 (19. Februar, zehn Opfer) prüften die Ermittler der Bundesanwaltschaft das gesamte Unterstützerumfeld der Gruppe S., mögliche Kontakte zu ehemaligen oder aktiven Polizisten und Soldaten, und versuchten, alle in Chats und Telefonaten genannten Personen zu identifizieren. Darunter sollten auch militärisch bestens ausgebildete Personen sein. Anfangs stuften die Ermittler die Anschlagspläne der Gruppe als unkonkret ein, etwa weil genaue Orte noch nicht festgestanden hätten. Die Aussage von S., notfalls Tausende bewaffnete Kämpfer zu aktivieren, werteten sie als bloße Prahlerei.
Ende Februar sagte ein inhaftierter Unterstützer der Gruppe jedoch aus, das Treffen habe eine Terroraktion einleiten sollen. S. habe es als Auftakt zum Losschlagen ausgerufen und bestimmt, wer daran teilnehmen dürfe. Alle Teilnehmer hätten sich bekennen müssen, dass sie selbst auch Attentate in Moscheen begehen und 5.000 Euro pro Person für den Waffenkauf geben würden. Laut dem Spiegel sagte er zunächst aus, beim Treffen in Minden sei es um die Suche nach Zufluchtsorten für einen „Tag X“ gegangen. Waffen habe man sich nur zum Schutz vor ausländischen Clans beschaffen wollen. Auf Nachfrage der Ermittler gab er dann zu: Man habe auch über Angriffe auf Moscheen gesprochen, auch mit Schusswaffen und durch Brandstiftung, damit Muslime Deutschland verlassen. Er selbst habe jedoch nichts mit tödlicher Gewalt zu tun haben wollen.
Thorsten W. gehörte zur Polizeiwache in Bockum-Hövel. Interne Polizeiermittler prüften, ob er an dort im Tresor lagernde Maschinenpistolen und Munition hätte gelangen können und ob deren Bewachung ausreicht. Er wurde vom Dienst suspendiert und erhielt einen Aktenvermerk, dass er wie ein Reichsbürger denke. Gegen ihn wird wegen des Verwendens verfassungsfeindlicher Kennzeichen und wegen des Verdachts ermittelt, er könnte Gesinnungsfreunden zu legalen Schusswaffen verholfen haben. Am 21. Februar 2020 betonte der Polizeipräsident in Hamm, nach bisheriger Prüfung habe Thorsten W. keine Waffenscheine erteilt. Jedoch hätte man die Hinweise auf seine rechtsradikale Haltung zusammenfügen, ein Disziplinarverfahren einleiten und ihm den Waffenschein entziehen müssen, weil seine dafür erforderliche Zuverlässigkeit nicht mehr gegeben war. Im Zuge der internen Ermittlungen stieß die Polizei Hamm auf zwei weitere Mitarbeiter mit mutmaßlich rechter Gesinnung. Sie sollen jedoch nichts mit der Gruppe S. zu tun gehabt haben. Einer war Polizist, der andere Sachbearbeiter. Beide hatten sich in Chats rechtsradikal geäußert. Sie wurden im Mai 2020 vorläufig suspendiert oder freigestellt.
Die organisierte Bürgerwehrszene in Nordrhein-Westfalen soll enge Kontakte zur Gruppe S. gepflegt haben. Diese wollte weitere Terrorhelfer bei Großdemonstrationen anwerben. Die Ermittler sollen Anhaltspunkte dafür haben, dass mehr als 1.000 gewaltbereite Rechtsextremisten in und um Deutschland zu einem bewaffneten Kampf bereit wären.
Am 1. April 2020 durchsuchten Ermittler zur Gruppe S. fünf Wohnungen von Anhängern der rechtsextremen „Bruderschaft Deutschland“ nach unerlaubten Waffen. Darunter war die Wohnung von Ralf Nieland, dem Anführer der Bruderschaft, in Düsseldorf-Holthausen. Er hatte nach Zeugenaussagen engen Kontakt zur Gruppe S., posierte auf Fotografien mit Tony E. und räumte zwei Kontakte zu ihm ein, distanzierte sich jedoch von Terrorplänen. Tony E. trug seinerseits T-Shirts der „Sektion Süd“ der Bruderschaft.
Am 13. Mai 2020 ließen Bundesanwaltschaft und LKA Baden-Württemberg in Porta Westfalica ein Waldstück durchsuchen. Nach Lokalberichten hatten Spaziergänger im Wald beim Ortsteil Kleinenbremen zuvor ein Lebensmitteldepot entdeckt, das die Ermittler der Gruppe S. zuordnen. Einer der im Februar 2020 festgenommenen Männer stammt aus Kleinenbremen.
Nach Angaben der Staatsanwaltschaft Dortmund wurde einer der zwölf festgenommenen Verdächtigen, der 46-jährige Ulf R. aus dem Kreis Minden-Lübbecke, am 15. Juli 2020 tot in seiner Einzelzelle in der Justizvollzugsanstalt Dortmund aufgefunden. Ein Todesermittlungsverfahren wurde eingeleitet und eine Obduktion angeordnet.
Am 9. Oktober 2020 nahm die Polizei in Polen Jürgen K. fest, nachdem deutsche Ermittler sie informiert hatten. In seinem Haus fand man ein Waffenarsenal mit 1,2 Kilo TNT, eine Tränengasgranate, einen Zünder, Munition und als Kriegswaffen international geächtete Teilmantelgeschosse.
Am 6. Mai 2021 (nach Beginn des Strafprozesses) durchsuchten Ermittler die Wohnungen einer 56-jährigen Frau aus dem Landkreis Unterallgäu und dreier Männer in Baden-Württemberg, Niedersachsen und Thüringen. Die vier hatten seit September 2019 zur Chatgruppe „Der harte Kern“ gehört, sich um November 2019 in Heilbronn getroffen und hatten zur Gruppe S. ideologische und personelle Bezüge. Auch sie sollen in ihren Chats über rechtsextreme Anschläge diskutiert haben. Daher standen sie ebenfalls unter Terrorverdacht, wurden aber bei der Razzia nicht festgenommen.

## Gerichtsverfahren

### Zu Waffenbesitz
Am 16. September 2020 verbot ein Gericht einem Mindener Mitglied der Gruppe S. den Besitz von erlaubnisfreien Waffen, etwa von Gaspistolen. Der Rechtsstreit war schon Jahre vor der Festnahme des Mannes im Gang.
2020 klagte die Staatsanwaltschaft Heidelberg den Polizei-Informanten Paul-Ludwig U. wegen unerlaubten Waffenbesitzes an. Im Prozess sagte ein Bundespolizist aus, man habe U. 2019 zufällig kontrolliert und eine Schreckschusspistole beschlagnahmt. Dem widersprach ein Zeuge des LKAs Baden-Württemberg: Dieses habe die Kontrolle veranlasst. Damit erwies sich, dass das LKA die Kontrolle für den Waffenfund inszeniert hatte. Die Verteidiger der Gruppenmitglieder im Hauptverfahren deuteten das als „Druckmittel, damit U. weiter Informationen liefert“.

### Zum Mordauftrag am Kronzeugen
Im Februar 2021 eröffnete die Staatsanwaltschaft Augsburg ein weiteres Ermittlungsverfahren gegen Werner S. wegen versuchter Anstiftung zu einem Mord. Nach Recherchen des Südwestrundfunks (SWR) hatte er Ende 2020 in der Untersuchungshaft in Augsburg versucht, einen Auftragsmörder für den Polizei-Informanten in der Gruppe anzuwerben. Er hatte Kontakt zu einem mutmaßlichen Camorra-Mitglied, das wegen schwerer Straftaten in Haft ist. S. soll ihn nach einem Auftragsmörder gefragt, ihm 50.000 Euro Lohn für die Tötung des Hauptbelastungszeugen angeboten und konkrete Wege und Personen außerhalb der Haft genannt haben, über die der Auftragsmörder die Lebensgewohnheiten des Opfers erkunden und den Lohn erhalten könne. Nach anfänglicher Aussagebereitschaft sprach der Zeuge nicht mehr mit den Ermittlern. Der GBA beließ die laufende Ermittlung bei der Augsburger Staatsanwaltschaft.
Im Hauptverfahren gegen die zwölf Gruppenmitglieder berichtete ein Polizeibeamter am 5. September 2022 von der Aussage des Häftlings, den S. als Auftragsmörder anzuheuern versucht habe. Der Mann war ein mehrfach verurteilter Gewalttäter aus Süditalien, eventuell mit Bezügen zur Mafia, und galt unter den Gefangenen als „wilder Hund“. Im Herbst 2020 habe S. ihm Fotografien, Name und Wohnadresse von Paul-Ludwig U. vorgelegt, zudem Hinweise auf seine Gepflogenheiten, etwa ein Krankenhaus, wo U. oft hinging und wo man ihn gut abpassen könne. „Es wäre gut, wenn der nicht mehr da wäre“, soll S. dem Mithäftling gesagt haben. Dieser sei zum Schein auf S. eingegangen und habe geantwortet, „so etwas“ sei „nicht billig“. Eine fünfstellige Summe habe im Raum gestanden. S. habe geantwortet, Geld spiele keine Rolle, der Preis könne in bar bei seinen Vertrauenspersonen in Deutschland und Italien abgeholt werden. Die Aussage des Häftlings bei der Polizei sei schlüssig und glaubwürdig gewesen; es sei definitiv um einen Mordauftrag gegangen. Man habe die Führung der Haftanstalt und die Anwältin von S. informiert.

### Zur Terrorvereinigung
Am 4. November 2020 erhob der GBA Anklage gegen elf Mitglieder der Gruppe S. und einen Unterstützer wegen Bildung einer rechtsterroristischen Vereinigung. Als Indizien ihrer Haltung führte er auf: S. habe schon früher in rechtsextremen Gruppen mitgewirkt, die ihm als „Schwätzerpatrioten“ zu lasch gewesen seien. Daher habe er ab Sommer 2019 über Chatgruppen eine Art Miliz aufgebaut und Vernichtungsfantasien gegen Flüchtlinge, Muslime und Schwarze geäußert, etwa, er freue sich auf „die vielen jämmerlich verreckten Körper neben dem Bordstein“. Ein Mitstreiter habe „Bock auf ein Massaker“ geäußert. Seit Herbst 2019 habe die Gruppe Anschläge auf Grünenpolitiker, Flüchtlingsheime und Moscheen diskutiert. Damit habe man die Bevölkerung massiv einschüchtern und bürgerkriegsähnliche Zustände für einen erhofften Systemumsturz provozieren wollen. Beim Treffen in Alfdorf sei die Terrorzelle gegründet worden. Schon beim nächsten Gesamttreffen seien die Anschläge konkret geplant worden. Einem Bekannten habe S. eine „bestialische Angelegenheit“ angekündigt. Bei dem Mindener Treffen habe er seinen Plan vorgestellt, Moscheen in kleineren Städten mit bekannteren Imamen anzugreifen und die anwesenden Muslime zu töten. Damit provoziere man Gegenreaktionen der Muslime und letztlich einen Bürgerkrieg. Dazu habe die Gruppe über Kontakte zu einem Waffenhändler und tschechischen Rechtsextremen Handgranaten und Schusswaffen besorgt. Vorbild sei der Terroranschlag auf zwei Moscheen in Christchurch gewesen. - S. und andere Angeklagte bestritten geplante Straftaten und beschrieben die Gruppe als Haufen unzufriedener Sprücheklopfer und gescheiterter Existenzen.
Am 22. Februar 2021 ließ das Oberlandesgericht Stuttgart die Anklage gegen die zwölf Personen zu. Am 13. April 2021 begann die Hauptverhandlung in Stuttgart-Stammheim mit zusätzlichen Sicherheitsmaßnahmen. Zu den 29 Verteidigern der Angeklagten gehörten bekannte Anwälte der rechtsextremen Szene wie Günther Herzogenrath-Amelung, Dubravko Mandic (früher AfD, Gegner von Covidmasken), Frank Miksch (früher Junge Nationaldemokraten) und André Picker (Pro NRW, Die Republikaner). Von den Angeklagten waren zunächst nur Thorsten W. und Stefan K. aussagebereit.
Im April 2021 behauptete Thorsten W., er habe das Treffen in Minden für einen „Zusammenschluss verschiedener Mittelaltergruppen“ gehalten, keinen der übrigen Gäste gekannt, sie aufgefordert, ihre Terrorpläne sein zu lassen und das Treffen verlassen. Erst danach habe er die Namen der Bürgerwehren gegoogelt. Hätte er sich vorher informiert, „dann wäre ich da garantiert nie hingefahren“, da er als langjähriger Mitarbeiter im öffentlichen Dienst zur FDGO stehe. Diesen Angaben widersprachen jedoch die Ermittlungsergebnisse.
Laut Anklage hatten Steffen B. und Stefan K. sich beim Treffen in Minden im Februar 2020 bereit erklärt, die Waffenlieferungen zu organisieren. K. beschrieb das Treffen als harmlose Runde von „Kneipennazis“, die viel erzählen, aber nichts tun. Man habe typische Gespräche über Überfremdung geführt. Als Werner S. Anschläge auf Moscheen verüben wollte, seien er und Steffen B. „geschockt“ gewesen und hätten sich eher defensiv gezeigt.
Der Polizei-Informant Paul-Ludwig U. wollte im Strafprozess zunächst keine Aussagen machen. Daher wurden im Juni 2021 das Video seiner Vernehmung vom 9. Februar 2020 gezeigt. Dort hatte er betont, er habe sich freiwillig an die Behörden gewandt, um Anschläge zu verhindern. Beim Mindener Treffen habe er nur zum Schein einen Anschlag auf die Moschee in Köln vorgeschlagen. Die Verteidiger beschuldigten ihn, er habe die Angeklagten zur Gründung der Terrorgruppe angestachelt und als „Agent Provokateur“ auf Facebook gezielt nach geeigneten Personen im ganzen Bundesgebiet gesucht, um diese aufzuhetzen und gemeinsam mit ihnen Straftaten zu begehen. Er habe die Behörden schon vor der angeblichen Gruppengründung alarmiert und sich bei den Gruppentreffen gewaltbereit geäußert. Ferner habe er Zeugen vor ihrer Befragung im Prozess zu beeinflussen versucht und sei für den Suizid des Mitbeschuldigten Ulf R. mitverantwortlich. Sie forderten für Paul-Ludwig U. erfolglos einen Haftbefehl.
Im August 2021 sah das Gericht es als erwiesen an, dass die Terrorgruppe sich erst am 8. Februar 2020 in Minden gebildet hatte, nicht schon am 28. September 2019 am Grillplatz »Hummelgautsche«. Darum stufte es einige Angeklagte nur noch als Unterstützer, nicht mehr als Mitgründer der Gruppe ein. Michael B. wurde aus der Untersuchungshaft entlassen, weil Werner S. ihn nicht zum Treffen in Minden eingeladen hatte. Er wurde aber weiter der Beihilfe zur Gründung der Terrorgruppe und wegen Verstößen gegen das Waffengesetz beschuldigt.
Thomas N. aus Minden behauptete in abgehörten Telefonaten, die im Prozess vorgespielt wurden: Das Deutsche Kaiserreich existiere noch; Politiker der Grünen könne man nur erschießen oder totschlagen; Politiker wie Bundeskanzlerin Merkel „nehmen uns die Heimat und wollen unseren Nationalstolz brechen“. Er nannte mehrere internationale Politiker „Juden“. Er lehne die Bundesrepublik ab; Merkel oder „die Kanaken“, „die Moslems“, „die von der Antifa“ wollten „uns verknechten und versklaven“. Deutschland werde zunehmend von Ausländern überfremdet, „die müssen alle raus“: „Es geht nur mit Gewalt, gewaltfrei geht gar nichts mehr. Die werden alle bluten! Nur noch töten! Weg mit dem Dreck!“ Auch Kinder sollten sterben.
Tony E. distanzierte sich vor Gericht von Terrorismus und Nationalsozialismus, stellte sich als sozial eingestellt dar und bestritt Telefonate mit Werner S. über Anschlagspläne. Die Anklage belegte jedoch, dass E. sich ab Juli 2019 mit S. und anderen über Umsturzpläne und unter Codeworten über Waffen ausgetauscht hatte. Ferner behauptete E., beim Mindener Treffen habe Paul-Ludwig U. das Anzünden von Moscheen gefordert, aber dafür keine Zustimmung erhalten. S. habe danach nur gefragt, wer wie viel Geld für Waffen spenden und diese besorgen könne. Am nächsten Tag hätten sich S. und er in Minden und Bad Oeynhausen mit möglichen weiteren Kandidaten für die Gruppe getroffen und Geld für Waffenkäufe gesammelt, um sich an einem erwarteten „Tag X“ zu verteidigen. E. räumte ein, dass er Führungsmitglied des „Freikorps Heimatschutz“ war und eine zunehmende Islamisierung ablehne, weil der Islam nicht mit „unserer Kultur“ zu vereinbaren sei.
Nach Aussage von Marcel W. sprach die Gruppe in Minden zuerst über Demonstrationen. Dann habe S. klargemacht, es müsse Geschichte geschrieben werden, und abgefragt, wer von den Anwesenden offensiv oder defensiv agieren wolle. Danach habe man über Anschläge auf Moscheen gesprochen. S. sei für kleinere Anschlagsorte gewesen, Paul-Ludwig U. dagegen für Köln. U. sei treibende Kraft der Anschlagspläne gewesen. Der Richter verwies W. auf seine Erstaussage, in der er kaum über U. gesprochen hatte. Die GBA-Vertreterin nannte W.s neue Aussage „totalen Quatsch“.
Die Verteidiger vermuteten, die Ermittler hätten Paul-Ludwig U. eventuell für Geld und Zeugenschutz beauftragt, die Gruppe zu Terroranschlägen zu bewegen. Dem widersprach U.s Kontaktmann bei der Polizei im Februar 2022 vehement: Der Informant habe Anschläge verhindern wollen, um der Gesellschaft etwas zurückzugeben. Er habe ihn informiert, dass er keine Waffe annehmen dürfe; falls die Annahme nicht vermeidbar sei, solle er die Waffe unschädlich machen und das Magazin herausnehmen. Für ihn sei kein Zeugenschutz vorgesehen gewesen, nur, ihn notfalls zu „evakuieren“, wie es nach dem Treffen in Minden geschah.
Im Juni 2022 bestätigte ein Hauptkommissar des LKAs Baden-Württemberg, dass Thorsten K. ein V-Mann der Sicherheitsbehörden war und im Zeugenschutz des LKA Hamburg ist. K. war zuvor jahrelang in der norddeutschen rechtsextremen Szene aktiv. Mit Thomas „Togger“ G. aus Hamburg und dem AfD-Kreiskandidaten Ralph E. aus Witzhave hatte er die Chatgruppe „Besprechungs-Zimmer“ gegründet, um ein Treffen mit Werner S. zu planen und sich der Gruppe S. anzuschließen. Im Januar 2020 fand das Treffen ohne die drei statt; sie wurden anders als die übrigen Teilnehmer nicht inhaftiert und nicht als Terrorverdächtige angeklagt. Über die Gründe gab der Senat Hamburg keine Auskunft. Daraufhin stellte die Linksfraktion im Bundestag eine parlamentarische Anfrage, wie viele V-Männer es in der Gruppe S. gegeben habe und welche Rolle K. bei den Ermittlungen gespielt habe. Die Verteidiger nahmen an, V-Leute hätten das Gruppentreffen in Minden maßgeblich beeinflusst, und fragten einen Polizeizeugen, ob auch Ralf N. aus Düsseldorf und Mario Sch. aus Schönberg an der Elbe V-Leute waren. Letzterer hatte einem Angeklagten eine Waffe verkauft. Der Zeuge verweigerte die Aussage dazu oder berief sich auf fehlende Erinnerung.
Im November 2022 bezeugte Paul-Ludwig U., LKA-Ermittler hätten ihn zu Falschaussagen gedrängt, um besseres Beweismaterial gegen die Gruppe S. zu erhalten. Zudem habe man ihm eine milde Strafe und Aufnahme in ein Zeugenschutzprogramm versprochen. Der leitende LKA-Ermittlungsbeamte bestritt dies: Man habe den Informanten immer als Beschuldigten, nicht rechtswidrig als V-Mann geführt. Auf Nachfragen gab er an, den internen Polizeibericht zu einer Observationspanne nicht zu kennen. Daraufhin forderten die Anwälte der Angeklagten wegen schwerer Verfahrensfehler der Polizei die Einstellung des Prozesses.
Im Mai 2023 erlaubte das Gericht das Vorführen der Überwachungsvideos vom Treffen der Gruppe in Minden, um die bisherigen Aussagen der Beteiligten zu überprüfen. Im Juli 2023 lehnte das Gericht weitere Beweisanträge der Verteidiger ab und betonte, man werde nur den Aussagen des Polizei-Informanten glauben, die durch andere Beweismittel gestützt würden. Daraufhin beantragten die Anwälte von Werner S. vollständige Akteneinsicht in alle bisher nicht zur Gerichtsakte gelangten Beweismittel. Nun erst erfuhr das Gericht, dass das LKA weitere 15 Terabyte Aktenmaterial zur Gruppe S. besaß. Im Prozess lagen bis dahin nur 0,67 Prozent dieser Daten vor. Das LKA erklärte, die von Asservaten gesicherten Daten seien 2020 monatelang aufwendig aufbereitet worden, um sie auszuwerten. Die dazu verwendete Version einer Auswertesoftware sei nicht mehr im LKA vorhanden. Auch lizenzrechtliche Gründe sprächen gegen eine vollständige Übergabe der Daten und des Auswerteprogramms an die Verteidiger.
Am 22. September 2023 begann der Generalbundesanwalt sein Plädoyer gegen die zwölf Angeklagten, von denen bis dahin noch fünf in Untersuchungshaft saßen. Er betonte die Herkunft der Beteiligten aus rechtsextremen Bürgerwehren, der Reichsbürger- und Prepperszene und die Konkretheit ihrer Anschlagspläne. Dies belegte er vor allem mit den gewaltbereiten Ideen der Mitglieder, die sie von Beginn an konspirativ in Telegramgruppen ausgetauscht und deren Geheimhaltung sie intern durchgesetzt hätten. Ein Anwalt der Angeklagten stellte die Gruppe dagegen als bloße „Ansammlung Sprüche klopfender Wichtigtuer“ dar. Am 26. September 2023 starb der Angeklagte Marcel W. an Herzversagen. Er war nicht in Haft, hatte aber schon während seiner Untersuchungshaft im November 2022 über Herzbeschwerden geklagt. Der Prozess wurde nach seinem Tod zunächst unterbrochen.
Am 30. November 2023, nach 173 Prozesstagen, verurteilte das Oberlandesgericht elf Angeklagte wegen Bildung einer Terrorgruppe zu mehrjährigen Haftstrafen: den Gruppengründer Werner S. zu sechs Jahren, den weiteren Rädelsführer Tony E. zu fünf Jahren und drei Monaten, die übrigen zu Haftstrafen zwischen zwei-einhalb und vier-einhalb Jahren. Ein Angeklagter (Michael B.) erhielt eine Bewährungsstrafe. Das Gericht sprach Paul-Ludwig U. frei, weil er die Polizei aus freiem Antrieb informiert habe und seine Aussagen „entscheidend“ für die Festnahmen gewesen seien. Bis dahin hatte das Gericht 132 Zeugen vernommen, 210 mitgeschnittene Telefonate angehört, rund 600 Anträge und tausend Dokumente behandelt, darunter viele Chatprotokolle.
Die Strafverteidiger beantragten Revision, weil die Verurteilten angeblich gar keine Terrorgruppe gegründet hätten und der Prozess eventuell durch den Polizeiinformanten staatlich gelenkt worden sei. Sie behaupteten auch, dass man ihnen Ermittlungsergebnisse des LKA vorenthalten habe. In seiner Urteilsbegründung erklärte der Vorsitzende Richter Herbert Anderer jedoch, dass den Verteidigern die Daten der Ermittler in anderer Form schon lange vor Prozessbeginn im April 2021 vorlagen. Im Sommer 2023 beantragte Tony E.s Verteidiger Jörg Becker Revision beim Europäischen Gerichtshof für Menschenrechte; im März 2024 zog er den Antrag jedoch überraschend zurück. Andere Verteidiger wollten ihm darin folgen. Werner S. und Thomas N. hielten ihren Revisionsantrag vor dem BGH dagegen aufrecht.
Im September 2024 lehnte der BGH Tony E.s Antrag auf vorzeitige Haftentlassung ab, weil er sich nicht glaubhaft von seiner Tat und rechtsextremen Haltung distanziert habe. Seine Erklärung, er sei schon immer gegen Nationalsozialismus und Gewalt gewesen, sei angesichts seiner Rolle als Rädelsführer der Gruppe S. unglaubhaft. Seine Behauptung, er sei naiv auf die falschen Leute hereingefallen, die ihn manipuliert und instrumentalisiert hätten, sei verharmlosend und zeige, dass er die Schuld nur bei anderen suche, aber die eigenen deliktsursächlichen Persönlichkeitsdefizite nicht aufarbeite. Seine bekundete Reue habe er nur auf seine vergeudete Lebenszeit bezogen. In einem von ihm vorgelegten Interview habe er nur erklärt, sich in Zukunft „anders zu positionieren“, damit man ihm kein rechtes Gedankengut mehr zuordnen könne: Das sei keine klare Abkehr vom Rechtsextremismus. Er hätte professionelle Hilfe bei der Deradikalisierung suchen oder an einem Aussteigerprogramm teilnehmen können.

### Beihilfe
Im Januar 2025 klagte der GBA eine mutmaßliche Unterstützerin der „Gruppe S.“ wegen Beihilfe zur Gründung einer terroristischen Vereinigung und Terrorismusfinanzierung an. Die Beschuldigte wurde nicht festgenommen. Laut Anklageschrift hatte sie Kontakt zu Werner S., befürwortete die Anschlagspläne seiner Gruppe und stellte Kontakt zu möglichen Rekruten her. Sie vertrete eine rechtsextreme und fremdenfeindliche Ideologie und habe Sportbögen und Pfeile für Angriffe auf Asylsuchende besessen.

## Rezeption

### Einordnungen
Vorbild für die Massenmordpläne der Gruppe S. war das Massaker von Christchurch (15. März 2019, 51 Tote). Ihre Waffenbeschaffung hatte der Anschlag in Halle am 9. Oktober 2019 (zwei Tote) angeregt. Ihre ideologischen Motive und Bürgerkriegsziele ähnelten auch denen der deutschen Terrorgruppen Nationalsozialistischer Untergrund (NSU), Revolution Chemnitz und der Oldschool Society: Auch deren Mitglieder wurden primär im Internet rekrutiert, stammten aus dem bundesweiten Rocker- und Hooligan-Milieu, tauschten sich in Chatgruppen über Waffen und Terrorziele aus und besprachen diese dann bei gemeinsamen Grillabenden. Ihr Chef stammte wie S. aus dem Raum Augsburg.
Bislang kamen deutsche Rechtsterroristen meist aus derselben Stadt oder Region, kannten sich lange zuvor und radikalisierten sich gemeinsam. Dagegen verbanden sich in der Gruppe S. verschiedene, bislang voneinander unabhängige Strömungen zu einer terroristischen Vereinigung, darunter stramme Neonazis, Bürgerwehraktivisten, Reichsbürger, Verschwörungstheoretiker und AfD-Anhänger. Viele waren bislang nicht als Extremisten aufgefallen, kannten sich zuvor im realen Leben nur teilweise oder gar nicht, radikalisierten sich dann aber in kürzester Zeit und zeigten sich zu Selbstmordattentaten bereit. Nach dem konspirativen Chatgruppen-Austausch verabredeten sie schon beim ersten realen Treffen schwerste Straftaten.
Die Kontakte der Gruppe S. nach Tschechien zur Beschaffung von Schusswaffen, analog zum Vorgehen der Neonazigruppe „Combat 18 Deutschland“ von 2017, zeigten laut deutschen Sicherheitsbehörden die fortschreitende Professionalisierung und Internationalisierung der militanten Naziszene und die anhaltend hohe Gefahr rechtsextremer Anschläge.
Der Politikwissenschaftler Armin Pfahl-Traughber sieht folgende Besonderheiten der Gruppe im deutschen Rechtsterrorismus: Sie habe aus einer relativ großen Zahl von im ganzen Bundesgebiet verstreuten Personen bestanden. Ihre Mitglieder, typischerweise fast nur Männer, seien anfangs nur über das Internet rekrutiert worden und nicht in der Realität zusammengetroffen. Schon in ihren konspirativen Chats habe offenbar Konsens bestanden, mit Gewalttaten gegen Flüchtlinge und Muslime vorzugehen. Daraufhin hätten Planungen und der Bau oder Erwerb von Waffen begonnen. Erst danach habe ein direktes Treffen stattgefunden, bei dem es um die Auswahl von Anschlagsobjekten und die Finanzierung der Pläne ging. S. habe nach dem Vorbild der Weimarer Freikorps eine Untergrundarmee aufzubauen versucht. Die übrigen Mitglieder seien ohne frühere Verbindung zueinander aus verschiedenen Kontexten zusammengekommen, etwa aus „Bürgerwehren“, „Reichsbürgern“ oder „Preppern“. Somit dokumentiere die Gruppe S. eine „Mischszene“ dieser Herkunftsbereiche und ihr zunehmendes Zusammenwachsen. Die Gruppe habe keine entwickelte Ideologie gehabt und ihre Symbole, Bilder und Slogans aus dem traditionellen Rechtsextremismus bezogen, etwa die Germanen- und Wikingerverehrung. In der Kommunikation seien alle bekannten rechtsextremen Feindbilder vorgekommen: Asylbewerber, Flüchtlinge, Juden, Muslime, Linke, Klima-Aktivisten, Politiker und Polizisten. Die Migration sei für sie ein bedeutsames Thema gewesen, besonders der „Großer Austausch“-Diskurs. Dieser spiele im Rechtsterrorismus als Radikalisierungsfaktor und Legitimation für Massenmorde eine wichtige Rolle, etwa beim Attentäter von Christchurch Brenton Tarrant. Die Gruppe S. habe keinen ausgefeilten Plan erstellt, aber strategisch kalkuliert zeitgleiche Anschläge auf Moscheen an verschiedenen Orten überlegt und die bewusste Ermordung betender Muslime einbezogen, um einen Gegenangriff von Muslimen auf die Mehrheitsgesellschaft und so einen „Bürgerkrieg“ auszulösen, der auf die Vernichtung oder Vertreibung der Muslime aus Deutschland hinauslaufen sollte. Dieses Kalkül ähnele dem anderer Rechtsterroristen, die einen „Rassenkrieg“ forcieren wollten, und unterscheide terroristische von bloß spontanen rechtsextremen Gewalttaten. Die Sicherheitsbehörden hätten die Gruppe in einem frühen Entwicklungsstadium als Terrorzelle erkannt und unschädlich gemacht. Die frühe Vernetzung im Internet, ortsunabhängige Rekrutierung, die Bürgerkriegsstrategie und Beteiligung eines Mitarbeiters der Polizeiverwaltung mit berufsbedingtem Zugang zu sensiblen Daten zeigten die besondere Gefährlichkeit der Gruppe.

### Gesellschaft
Die Türkisch-Islamische Union der Anstalt für Religion (DITIB) verwies am Tag nach den Festnahmen auf die Gefährdung der Muslime in Deutschland und verlangte ihren konsequenten Schutz. Es sei enttäuschend, dass die Bevölkerungsmehrheit schweige, Solidarität und ein „gesellschaftlicher Aufschrei“ bisher ausblieben. Aiman Mazyek (Zentralrat der Muslime) sagte, die Angst der deutschen Muslime sei greifbar und real. Das Einstehen für Minderheiten zeige, wie ernst man es mit Demokratie und Freiheit meine. – Die Bundesregierung wertete die rechtzeitige Entdeckung der Tatverdächtigen und die Festnahmen als Erfolg. Bundesinnenminister Horst Seehofer (CSU) wollte die Sicherheitsüberprüfung von Mitarbeitern in Polizei und Behörden verschärfen. FDP-Innenpolitiker Benjamin Strasser forderte, die Schutzstandards für gefährdete religiöse Einrichtungen deutschlandweit einheitlich zu gestalten.

## Weiterführende Informationen